# 1190
1190 (MCXC) a fost un an bisect al calendarului iulian.

## Evenimente
- 15 martie: Deși parte a zestrei Isabellei de Hainaut, provincia Artois rămâne în posesia Franței și după moartea Isabellei.
- 16 martie: Au loc noi masacre și ucideri în masă ale populației evreiești din Anglia (la York, sub conducerea cruciatului Richard Malebys); mai mulți evrei se refugiază în castelul regal, după care se sinucid.
- 18 mai: Împăratul Frederic Barbarossa forțează intrarea în Konya, capitala Sultanatului selgiucid de Rum, de unde trimite emisari către Antiohia pentru a-și anunța sosirea; populația armenească din sudul Anatoliei intră în panică și clerul armean trimite soli către sultanul Saladin pentru a-i proteja împotriva cruciaților germani.
- 10 iunie: Devenit rege romano-german, Henric al VI-lea pretinde jurământ de vasalitate din partea tuturor regilor din Occident.
- 10 iunie: Împăratul Frederic Barbarossa se îneacă pe când traversa râul Saleph, în drum spre Țara Sfântă; trupele germane se dispersează, așa încât doar câteva sute de cavaleri continuă marșul spre Ierusalim alături de Frederic de Suabia, fiul împăratului defunct.
- 4 iulie: Regii Filip August al Franței și Richard Inimă de Leu al Angliei se întâlnesc la Vezelay, pentru a porni în Cruciada a treia; întârziată de un conflict între cei doi monarhi, plecarea are totuși loc, cei doi ajungând la Genova, respectiv Marsilia, după care se reîntâlnesc în Sicilia.
- 16 septembrie: Regele Filip August al Franței ajunge la Messina, în Sicilia.
- 23 septembrie: La rândul său, regele Richard Inimă de Leu al Angliei ajunge cu trupele cruciate la Messina, unde se reîntâlnește cu Filip August; reizbucnește o neînțelegere între cei doi, ca urmare a refuzului lui Richard de a se căsători cu sora lui Filip, Alix.
- 4 octombrie: Revoltată de prezența trupelor cruciate, populația din Messina este atacată de către Richard Inimă de Leu, iar orașul este prădat și ocupat de la pretendentul la tronul Siciliei, Tancred de Lecce.
- 24 noiembrie: Are loc la Accra căsătoria Isabellei de Ierusalim cu Conrad de Montferrat, care devine de jure rege titular al Ierusalimului.
- 19 decembrie: Este creat Ordinul teutonic, pentru apărarea statelor cruciate din Levant; primii 40 de cavaleri teutoni sunt stabiliți de către patriarhul de Ierusalim.

### Nedatate
- ianuarie: Tancred de Lecce reușește să îndepărteze partida pro-imperială și se încoronează la Palermo ca rege al Siciliei.
- 14 februarie: Împăratul bizantin Isaac al II-lea Angelos este nevoit să încheie un tratat cu împăratul cruciat Frederic Barbarossa, potrivit căruia trebuie să asigure trecerea cruciaților în Asia Mică.
- noiembrie: Regele Richard Inimă de Leu al Angliei și Tancred de Lecce semnează un acord, cu medierea regelui Filip August al Franței; Tancred este recunoscut ca rege al Siciliei; Richard îl proclamă pe nepotul său, Arthur de Bretagne, ca urmaș pe tronul Angliei, proiectând o căsătorie a acestuia cu fiica lui Tancred.
- Bătălia de la Stara Zagora. Împăratul bizantin Isaac al II-lea Angelos este înfrânt de către bulgari.
- Califul almohad Yakub ak-Mansur eșuează în tentativa de a recupera Silves, în Portugalia.
- Cneazul Andrei al Haliciului, fiu al regelui Bela al III-lea al Ungariei, este alungat de către o revoltă, care îl proclamă cneaz pe Vladimir Iarsolavici.
- Este consemnată funcția de podesta la Genova și la Pisa.
- În Myanmar, dinastia lui Anawrahta revine la putere, cu sprijin din Sri Lanka.

## Arte, științe, literatură și filozofie
- Busola este adusă de către arabi în Europa.
- Este publicată lucrarea Kitab fasl al-maqal ("Despre armonia dintre religie și filosofie") a filosofului Maimonide.
- Începe construirea fortăreței Louvre din Paris.
- Regele Ștefan Nemanja al Serbiei întemeiază mănăstirea de la Studenica.
- Se construiește biserica de la Saint-Martin de Pressigny, în Franța.

## Înscăunări
- 10 iunie: Henric al VI-lea de Hohenstaufen, rege romano-german (1190-1197)

### Nedatate
- ianuarie: Tancred de Lecce, rege al Siciliei (1190-1194).
- Henric I, duce de Brabant.
- Temujin (viitorul Genghis Han), han al mongolilor (1190-1227).
- Vladimir Iaroslavici, revenit pe tronul cnezatului Halici.

## Nașteri
- 23 noiembrie: Clement al IV-lea (n. Guy Foulque), papă (d. 1268)
- Guido Fava, scriitor italian (d. 1243)
- Pierre I, duce de Bretagne (d. 1251)
- Sundjata Keita, împărat al statului Mali (n. ?)
- Taddeo da Sessa, jurist italian (d. 1247)
- Vincent de Beauvais, călugăr dominican și enciclopedist francez (d. 1264).
- William de Sherwood, logician englez (d. 1249).

## Decese
- 15 martie: Isabelle de Hainaut, regină a Franței (n. 1170).
- 6 mai: Friedrich von Hausen, poet german (n. 1150)
- 10 iunie: Frederic I Barbarossa, împărat romano-german (n. 1122).
- 25 iulie: Sibilla, regină a Ierusalimului (n.c. 1160).
- 13 septembrie: Hermann al IV-lea de Baden (n. 1135).
- Iuda ben Saul ibn Tibbon, evreu din Montpellier, traducător al operelor lui Maimonide din arabă în ebraică (n. ?)